# Rancharia
Rancharia é um município brasileiro do estado de São Paulo. Sua população estimada pelo IBGE em 2024 era de 29 305 habitantes. O município é formado pela sede e pelos distritos de Agissê e Gardênia.

## História
- Fundação: 10 de setembo de 1916

Estrada de Ferro Sorocabana, atual FEPASA, no local onde hoje se encontra a cidade de Rancharia. Os feitores dos serviços de desmatamento, diferenciavam este acampamento pela designação de Rancharia. O uso frequente formalizou o nome da localidade.
Passados alguns anos, foi criado o Distrito Policial e, no ano seguinte, foi elevado à categoria de Município. 
Rancharia recebeu status de município pelo decreto nº 7357 de 5 de julho de 1935, com território cindido dos municípios de nomes indígenas de Paraguassú (hoje Paraguaçu Paulista) e Sapezal (extinto). Atualmente, Rancharia, possui dois distritos, Agissê e Gardênia.

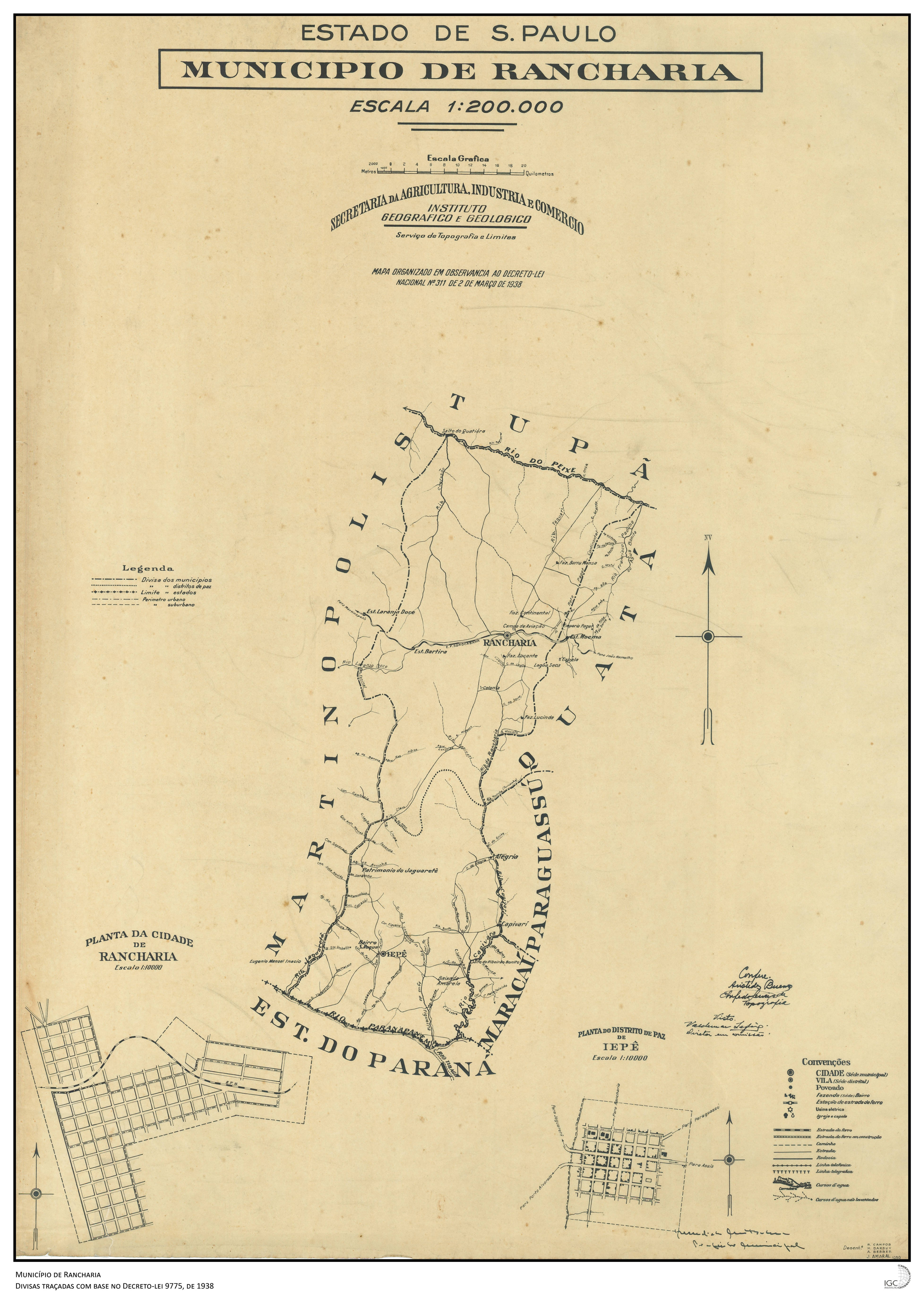
Mapa de Rancharia (1938).

## Geografia
Localiza-se a uma latitude 22º13'44" sul e a uma longitude 50º53'35" oeste, estando a uma altitude de 519 metros. Limita-se ao norte com Bastos e Parapuã, ao leste com João Ramalho e Paraguaçu Paulista, ao sul com Iepê e Maracaí e a oeste com Martinópolis. 

### Topografia
Possuindo topografia plana e estando a uma altitude de 519m, o município situa-se no Planalto Meridional ou Arenito Basáltico, caracterizado por terrenos sedimentares e recobertos, em parte, por lavas vulcânicas, datando do Paleozoico e Mesozoico.

### Clima
O clima de Rancharia é do tipo Cwa, ou seja, mesotérmico, chuvoso no verão e com inverno seco. *Apesar de estar localizado em uma das regiões mais quentes do estado de São Paulo, o município de Rancharia costuma registrar temperaturas mínimas em épocas de frio, como foi constatado -1 °C em junho de 2009 e -3,6° em junho de 2011 (veja http://noticias.terra.com.br/brasil/...pelo+frio.html).
De acordo com dados da Secretária da Agricultura, a precipitação pluviométrica anual está em torno de 1.280 mm, com maior concentração nos meses de outubro a maio e menores nos meses de junho a setembro.

### Hidrografia
- Ribeirão da Confusão
- Rio Capivari

O município é cortado pelo rio Capivari e suas águas são represadas formando o Parque Balneário de Rancharia.

### Rodovias
- SP-284
- SP-457

Rancharia situa-se a 520 km de São Paulo e a 57 km de Presidente Prudente. 

### Ferrovias
- Linha Tronco da antiga Estrada de Ferro Sorocabana [10]

## Demografia

### População
| Crescimento populacional                             | Crescimento populacional | Crescimento populacional | Crescimento populacional |
| Ano                                                  | População Total          |                          | %±                       |
| ---------------------------------------------------- | ------------------------ | ------------------------ | ------------------------ |
| 1937                                                 | 18 372                   |                          | —                        |
| 1940                                                 | 20 597                   |                          | 12,1%                    |
| 1946                                                 | 22 167                   |                          | 7,6%                     |
| 1950                                                 | 27 355                   |                          | 23,4%                    |
| 1958                                                 | 19 435                   |                          | −29,0%                   |
| 1960                                                 | 21 843                   |                          | 12,4%                    |
| 1970                                                 | 22 041                   |                          | 0,9%                     |
| 1980                                                 | 23 341                   |                          | 5,9%                     |
| 1991                                                 | 26 913                   |                          | 15,3%                    |
| 2000                                                 | 28 772                   |                          | 6,9%                     |
| 2010                                                 | 28 804                   |                          | 0,1%                     |
| 2022                                                 | 28 588                   |                          | −0,7%                    |
| Est. 2024                                            | 29 305                   | [ 11 ]                   | 2,5%                     |
| Fontes: Censos Demográficos IBGE e Estimativas SEADE |                          |                          |                          |

## Política e administração
O poder executivo do município é representado pelo prefeito auxiliado por seu gabinete de secretários, seguindo o modelo proposto pela Constituição Federal. O primeiro prefeito do município de Adamantina foi José Januário da Silva, que esteve à frente do cargo entre 1936 e 1938. O atual prefeito é Homero Pinelli Severo Lins, do PSD, eleito nas eleições municipais de 2024, com 45,86% dos votos válidos, tendo como vice-prefeito Miguel Mingireanov (PSB).
O poder legislativo é constituído pela Câmara de Vereadores, composta por 11 membros eleitos para mandatos de quatro anos. Cabe à casa elaborar e votar leis fundamentais à administração e ao executivo, especialmente o orçamento municipal (conhecido como Lei de Diretrizes Orçamentárias). O atual presidente da Câmara Municipal é o vereador José Vitor de Araújo Biagi (PSDB), eleito por seus pares para presidir a mesa diretora para o biênio 2025/2026.

## Economia
A primeira agência bancária se instalou no município em 1939, denominada de Casa Bancária Almeida, que depois se transformou no Banco Brasileiro de Descontos (Bradesco). A riqueza econômica do município esta baseada na produção agropecuária. Em 1956 Rancharia recebeu o título de Capital Estadual do Algodão. A pecuária também é um setor forte na região, em destaque temos a empresa de queijos e derivados IPANEMA, que atua na cidade desde 1985.[carece de fontes?]

## Infraestrutura

### Comunicações
O sistema de telefones automáticos foi inaugurado na cidade em 1977 pela Telecomunicações de São Paulo (TELESP), que também implantou o sistema de discagem direta à distância (DDD) em 1977 com o código de área (0182). Anteriormente a cidade era atendida pela Empresa Telefônica Paulista.
Na década de 90 o código DDD da cidade foi alterado para (018), para padronização do sistema telefônico com a telefonia celular que estava sendo implantada em todo o estado.

### Transportes
- Aeroporto (não asfaltado)

## Religião
O Cristianismo se faz presente na cidade da seguinte forma:

### Igreja Católica
- A igreja faz parte da Diocese de Assis.[25]

### Igrejas Evangélicas
Entre as igrejas protestantes históricas, pentecostais e neopentecostais, encontram-se na cidade:
- Assembleia de Deus Ministério do Belém.[28][29]
- Congregação Cristã no Brasil.[30]